# Herbert Wise (Regisseur, 1924)
Herbert Wise (* 31. August 1924 in Wien als Herbert Weisz; † 5. August 2015 in London) war ein österreichisch-britischer Regisseur und Produzent von Fernsehfilmen.

## Leben
Wise wurde 1924 als Sohn jüdischer Eltern in Wien geboren. Nach dem „Anschluss Österreichs“ an Nazi-Deutschland wurde Wise 1939 von seinen Eltern in einem Kindertransport nach Großbritannien geschickt, wo er die ersten Kriegsjahre bei einer Pflegefamilie in Surrey verbrachte. Er besuchte die Secondary School in Oxted, bevor er mit 16 Jahren seine Pflegefamilie verließ, um in einem Chemie-Labor seinen Beitrag zu den Kriegsanstrengungen gegen Deutschland im Zweiten Weltkrieg zu leisten. Später meldete er sich freiwillig zur Royal Air Force und wurde vor Kriegsende für den britischen Geheimdienst rekrutiert.
Nach dem Krieg begann Wise seine Ausbildung an der New Era Academy in Hampstead im Norden Londons. Während seiner Ausbildung anglisierte er seinen Geburtsnamen Weisz zu Wise. Er begann seine Karriere als Direktor der Shrewsbury Repertory Company in 1950, danach am Hull Repertory Theatre und von 1952 bis 1955 am Dundee Repertory Theatre im schottischen Dundee.
1956 gewann er einen Platz in einem Trainingskurs, der von Granada TV als Vorbereitung für den Start des Fernsehsenders organisiert wurde. Zuerst wurde Wise trotz seiner Erfahrung mit Theaterproduktionen für Außenübertragungen eingeteilt, konnte sich jedoch über die Live-Übertragung von improvisierten, fiktiven Gerichtsprozessen für die Produktion von TV-Dramen empfehlen. Nach Meinungsverschiedenheiten mit dem Generaldirektor von Granada TV, Sidney Bernstein, wurde Wise entlassen, konnte sich jedoch schnell mit dem gefeierten englischen Bürgerkriegs-Drama The Siege of Manchester auf BBC2 zurückmelden – genau in jener Region, die Bernstein als Granadaland für seinen Fernsehsender beanspruchte.
1976 folgte Wises bekannteste Arbeit als Regisseur von Ich, Claudius auf BBC2, eine Buchadaption mit Derek Jacobi in der Hauptrolle als Claudius. 1979 wurde ihm ein BAFTA für seine Verdienste im Bereich des Fernsehens verliehen.
In den 1980er Jahren führte Wise Regie in amerikanischen Produktionen wie Kreuz der Gewalt (Skokie) (1981) und Johannes Paul II. – Sein Weg nach Rom (1984). Ersterer brachte Wise eine Nominierung für den Emmy und den  DGA Movies for Television Award ein.
In den 2000er Jahren kehrte Wise zum amerikanischen Fernsehen zurück, um in der Mini-Serie Das zehnte Königreich Regie zu führen.

### Privates
Wise heiratete 1963 die Schauspielerin Moira Redmond. Nach der Scheidung der ersten Ehe heiratete er 1988 Fiona Walker. Aus der zweiten Ehe gingen zwei Kinder hervor, darunter Susannah Wise, die ebenfalls Schauspielerin ist.

## Filmografie (Auswahl)
- 1963: Sergeant Fraser (To Have and to Hold)